# 布列塔尼共产党
布列塔尼共产党（布列塔尼语：Strollad Komunour Breizh）是法国布列塔尼地区的一个已不存在的共产主义政党。该党成立于1971年。它的意识形态是共产主义、马克思列宁主义、毛主义、格瓦拉主义。该党主张布列塔尼脱离法国独立。该党于1980年停止活动。

布列塔尼共产党党旗